# Dr. Langeskov, The Tiger, and The Terribly Cursed Emerald: A Whirlwind Heist
『Dr. Langeskov, The Tiger, and The Terribly Cursed Emerald: A Whirlwind Heist』（ドクター ランゲスコフ ザ タイガー アンド ザ テリブリィ カースィドゥ エメラルド: ア ホワールウィンド ハイストゥ）は、『The Stanley Parable』の開発で知られるウィリアム・ピューが設立したスタジオ・Crows Crows Crowsが開発した探索ゲーム。2015年12月4日にMicrosoft WindowsおよびmacOS向けに無料でリリースされた。略称は『Dr. Langeskov』。ゲームでは、強盗についての物語に参加することを望むプレーヤーは、物語に参加する前に目に見えないナレーターを助けていることに気づく。

## システムとあらすじ
本作は一人称視点でプレイする探索ゲームであり、プレイヤーはエリアとの相互作用が制限されているが、それ以外には他の主要なゲームプレイはない。プレイヤーは物語の要素が含まれてるいくつかのオブジェクト（紙片など）や、またコインやカセットテープを拾い上げて置くことができる。本作の長さは約20分である。
ゲームの開始時、プレイヤーはエメラルドと虎が関係する邸宅で計画を行う強盗についてのゲームをプレイしようとしている印象を与えられる。しかしゲームは誤操作しているように見え、劇演出の舞台裏として作られた楽屋エリアでプレイヤーキャラクターを見つける。サイモン・アムステルが演じる目に見えないナレーターは、別のプレイヤーが現在ゲームをプレイしていることをプレイヤーキャラクターに告げる。同時に2人のプレイヤーをゲームに参加させることはできず、ほとんどのスタッフはストライキしているように見え、ナレーターは他のプレイヤーが去るまで、プレイヤーキャラクターが舞台裏で手助けできることを示唆しており、この時点で実在するプレイヤーは自分でゲームをプレイできる。ナレーターは必要に応じてエレベーターを操作したり、虎の檻を準備したりするなど、ゲーム内の現在のプレイヤーの体験を完成させるためにいくつかの小さなタスクを完了するよう、プレイヤーキャラクターに指示する。プレイヤーキャラクターはアクションをしたりしなかったりすることでナレーターに様々な反応をさせることができ、例えば要求された際にレバーを引かなかった場合はナレーターが必死に助けを求めるが、このことで全体的な物語が変わることはない。
いくつかの小さな間違いや偶然があろうとも、プレイヤーキャラクターは現在のプレイヤーにゲームを完了させることができる。そしてナレーターは、プレイヤーキャラクターを最初の地点に戻し、ゲームに参加できるようにする。しかし暗闇の中でゲームが始まるのを待っている間、プレイヤーキャラクターは以前のプレイヤーキャラクターと同じ状況で、ナレーターが新しいプレイヤーに話しかけているのを聞ける。ナレーターはその新しいプレイヤー導き、プレイヤーキャラクターを助けるが、この場合では新しいプレイヤーが慌ててたまま手順を急いだことで誤って予想よりも早く虎を解放してしまい、見えない虎がプレイヤーキャラクターを攻撃し、ゲームは突然クレジットを大幅にカットする。
ゲームをプレイするのが2回目だと、プレイヤーはカセットデッキを手に取り、ゲームのあちこちに散らばっている様々なテープ（演奏はジャスティン・ロイランドによるもの）を聞くことができる。

## 開発
本作は、以前に『The Stanley Parable』を制作したウィリアム・ピューとドミニク・ヨハンが設立したインディーゲーム開発スタジオ・Crows Crows Crowsが開発した。当時のスタジオには、ライターのJack De Quidt、プログラマーのショーン・オダウドとアンドルー・ローパー、作曲家のグラント・カークホープも加入している。スタジオは2015年10月に『Dr. Langeskov』のティザーをリリースし、当時はゲームに公に名前を付けていなかった。
ゲームには、サイモン・アムステルとジャスティン・ロイランドのナレーションが含まれている。またピューは、バーチャル・リアリティーを中心としたCrows Crows Crowsの2作目『Accounting』をロイランドと協力して制作している。
2015年12月4日に、SteamにてMicrosoft WindowsおとびmacOSから無料でリリースされた。

## 評価
Rock, Paper, Shotgunのアレック・ミーアは、このゲームを「魅力的で、感染力さえある」と述べ、開発者は以前のゲームを驚きと喜びで知られていると特徴づけている。ミーアはナレーターとしてのアムステルの演技を高く評価した。また『Dr. Langeskov』を、『The Stanley Parable』が短縮された続編と見なしているが、「自己言及」よりも「遊び心」があり、ゲーム自体よりもゲームの評価に対する反応が多かったという。『The Stanley Parable』と比較すると、ナレーターは全て知り尽くしているわけではないが、『Portal 2』のWheatleyやプレイヤーと同様に不健全で無茶苦茶だと述べている。ミーアは、ゲートキーピングがこの作業の重要なテーマであり、開発者は一部のプレイヤーにはうぬぼれているように見えると書いている。レビューアーは、『Dr. Langeskov』がゲームデザインのプロセスについて、一般の人々がどのように考えているかについて引き起こした疑問を高く評価した。